# Langage mathématique
Le langage des mathématiques est une expression couramment employée par les mathématiciens pour désigner l'ensemble des termes propres aux mathématiques.
Par cette expression, on insiste volontiers sur l'évolution des mathématiques. Une langue ne reste jamais figée, elle évolue suivant les générations, les époques, les lieux. Il en va de même des mathématiques.
Pour nombre de mathématiciens actuels, dont Alain Connes, les mathématiques sont un langage permettant de simplifier l'expression et la manipulation de concepts. Toutefois, cette traduction se modifie au cours des siècles. Y compris à une même époque, une même conception peut être traduite par différents outils, de formulation radicalement différente.

## Langue d'expression
Les mathématiciens ont pour habitude d'énoncer des propositions,  parfois appelées théorèmes, lemmes ou corollaires suivant le contexte. Ces propositions s'énoncent traditionnellement dans le langage commun, avec l'emploi récurrent de termes techniques préalablement définis. Le langage commun est contextuel et dépend des époques et du choix de l'auteur. Les mathématiques peuvent être écrites ou transcrites dans toutes les langues officielles. Les ouvrages de mathématiques japonais ont pour usage d'employer les termes anglais pour les termes mathématiques techniques.
Aujourd'hui, la langue majoritairement utilisée dans les publications scientifiques est l'anglais. Elle fut le grec à l'apogée des mathématiques grecques, l'arabe du temps des mathématiques arabes, le latin à la Renaissance européenne, le français au XIXe siècle. L'enseignement primaire et secondaire utilise la notation européenne dans de nombreux pays (y compris la Russie), mais certains pays ont toutefois fait le choix de conserver leur notation locale (notamment les pays du Golfe Persique), cette notation étant abandonnée dans le supérieur.

## Symboles mathématiques
Outre les termes techniques, les mathématiques emploient un ensemble de symboles pour désigner les objets mathématiques. L'introduction de cet ensemble de symboles a été initiée d'après Peano. Le choix de ces symboles est rarement arbitraire et présente des raisons historiques ou étymologiques. Leurs natures sont très différentes.

### Lettres
Une lettre majuscule ou minuscule de l'alphabet latin ou grec peut être utilisée pour désigner un objet simple. Par exemple, x, y et z désignent des variables réelles ou complexes standards. Le z est plus couramment utilisé en analyse complexe. En géométrie a, b et c sont utilisés pour des longueurs de segments, alors que les lettres grecques correspondantes {\displaystyle \alpha }, {\displaystyle \beta }, et {\displaystyle \gamma } sont employées pour désigner des mesures d'angles en radian ou en degré.
Les majuscules grecques {\displaystyle \Sigma } et {\displaystyle \Pi } s'utilisent pour des sommes et des produits dont le nombre de termes est variable, ou trop grand. Ces symboles s'emploient pour la somme et le produit de séries ou de produits infinis, lorsque l'écriture a du sens.

### Signes de ponctuation
Les signes les plus communs de ponctuation prennent un sens particulier au sein d'une formule mathématique : 
- Le point peut être utilisé pour désigner une loi de groupe. Toutefois, nombre de mathématiciens préfèrent l'absence de symboles dans un produit. Le point est aussi utilisé pour la dérivée en mécanique ;
- Les parenthèses sont utilisées pour le regroupement des termes d'un produit ou d'une somme. Les crochets ⟨,⟩ ou (,) ou [,] ou ⟨|⟩… sont utilisés pour les produits scalaires. Les crochets [,] sont employés pour désigner le commutateur de deux éléments en algèbre ou les crochets de Lie dans la théorie des groupes de Lie ;
- Le prime est utilisé en analyse pour la dérivée. Il est aussi utilisé plus généralement pour augmenter le nombre de variables disponibles (x, x', …). Il peut aussi désigner le groupe dérivé.

### Flèches
L'emploi des flèches est particulièrement apprécié en mathématiques :
- Les flèches sont utilisées pour désigner des applications. Parfois, le mot flèche est employé comme synonyme d'application ;
- Les flèches sont aussi employées pour désigner des vecteurs.

### Symboles géométriques
Un grand nombre de symboles géométriques a été introduit en mathématiques :
- Le cercle est utilisé en algèbre linéaire pour symboliser une somme directe de sous-espaces vectoriels ;
- Le triangle équilatéral est utilisé en analyse pour désigner le laplacien. Retourné, il désigne le vecteur gradient. Par extension, on l'emploie pour noter les connexions de Koszul ;
- Le carré est parfois utilisé dans les produits au sens de la théorie des catégories ;
- La croix est le symbole couramment utilisé pour désigner le produit cartésien de deux ensembles ou le produit vectoriel de deux vecteurs d'un espace euclidien de dimension 3. Accessoirement, on l'emploie parfois dans les produits en remplacement du point ;
- Le symbole intégrale est particulier.

## Présentation des résultats
Les résultats mathématiques sont publiés dans des articles de recherche soumis à l'examen d'un comité de relecture. Ces publications demandent à respecter un ensemble de codes typographiques contraignant le langage mathématique.